# Referendo nacional da Federação Russa
O Referendo nacional da Federação Russa foi uma votação popular ocorrida na Rússia, em 25 de abril de 1993. Os eleitores foram questionados sobre a confiança no presidente Boris Iéltsin, o apoio às políticas socioeconômicas do governo e a realização de eleições antecipadas para a presidência e o parlamento. O referendo foi iniciado pelo Congresso dos Deputados do Povo, que estipulou que Iéltsin precisaria obter 50% do eleitorado, em vez de 50% dos votos válidos. O Tribunal Constitucional decidiu que o presidente precisava apenas de maioria simples em duas questões (confiança nele e política econômica e social), mas que ainda precisaria do apoio de mais da metade do eleitorado para convocar novas eleições parlamentares e presidenciais.
Três das quatro questões – confiança em Iéltsin, apoio às políticas socioeconómicas do governo e eleições antecipadas para o Congresso dos Deputados do Povo – foram aprovadas por uma maioria dos eleitores participantes, enquanto os eleitores rejeitaram a proposta de realizar eleições presidenciais antecipadas. A proposta de eleições antecipadas para o Congresso dos Deputados do Povo fracassou devido ao não cumprimento do quórum de 50% de todos os eleitores registrados.

## Antecedentes
O Tribunal Constitucional da Federação Russa havia determinado que, para as duas primeiras questões do referendo, de natureza moral e política, seria necessária a maioria dos votos dos eleitores para que uma decisão positiva fosse tomada. Já em relação à terceira e à quarta questões, de natureza constitucional, a decisão positiva deveria ser aprovada pela maioria do número total de eleitores. Em outras palavras, aplicou-se uma metodologia substancialmente diferente na apuração dos resultados (contagem percentual) das questões 1–2 e 3–4. 
No momento da realização do referendo, o número de cidadãos com direito a voto era de 107.310.374 pessoas. 69.222.858 de pessoas receberam cédulas eleitorais. O número de cidadãos que participaram na votação sobre a primeira questão do referendo (sobre a confiança no presidente) foi de 68.869.947 pessoas, ou 64,178% dos que tinham direito a voto.
Embora mais de dois terços dos eleitores que compareceram às urnas tenham votado a favor das eleições antecipadas para deputados federais, não foi possível obter 50% do total de eleitores que, considerando a participação, seria necessário em torno de 77,908% dos votos.
Durante a preparação para o referendo, ganhou grande notoriedade o slogan “Sim-Sim-Não-Sim” — era assim que os apoiadores do presidente Iéltsin pediam para votar nos materiais de propaganda divulgados pela rádio e pela TV (o próprio Iéltsin, no entanto, inclinava-se para a opção dos “quatro Sim”). Embora as próprias perguntas já lhe causassem desconfiança:
Claro que é manipulação. É preciso uma pergunta, ou melhor, duas: você confia no presidente, confia no Congresso? E tudo ficará claro.— Boris Iéltsin
O referendo levantou muitas questões: jurídicas, morais, éticas e políticas. Intensos debates referentes a formulação das perguntas quanto suas possíveis consequências jurídicas e políticas, como por exemplo, a questão da confiança no presidente, combinada com a questão das eleições antecipadas, que poderia dar origem a muitas interpretações diferentes dos resultados.
Outra incerteza estava relacionada com a compreensão de se os resultados são vinculativos e, em caso afirmativo, com base em que número de votos obtidos. A esta questão está também associada a questão do quórum necessário para a tomada de decisões sobre cada assunto.Antes do referendo, havia opiniões de que a interpretação dos resultados seria politizada:
Antes de iniciar um referendo, era necessário pensar nas suas consequências. Uma vez que no Congresso não foram claramente e precisamente definidos todos os pontos passíveis de interpretação dos resultados do referendo, sinto que nada mais haverá além da sua “interpretação”. Quais quer que sejam os resultados, cada uma das partes irá interpretá-los a seu favor. Porque não existem critérios com os quais se possa comparar os resultados da votação popular.— R. G. Abdulatifov
Quaisquer que sejam os resultados numéricos reais do referendo, é fundamental saber quem, onde e quando fará a primeira interpretação dos resultados e quais as medidas concretas que se seguirão a essas avaliações.— A. Fedorov, conselheiro de Alexander Rutskoi
Os resultados do referendo não enfraqueceram o confronto político nem a subsequente crise constitucional, que acabou por levar ao decreto de dissolução do Soviete Supremo em 21 de setembro de 1993, e ao confronto armado entre os deputados e apoiadores do Soviete Supremo da Rússia contra as forças de segurança, que permaneceram leais ao presidente, nos eventos sangrentos ocorridos em Moscou nos dias 3 e 4 de outubro de 1993. Após o conflito, a Rússia adotou uma nova Constituição, que consolidou os poderes do presidente e instituiu um parlamento bicameral. Ao mesmo tempo, foram realizadas eleições para a Duma Estatal e para o Conselho da Federação.

## Resultados

Resultados da primeira pergunta

### Primeira pergunta

Resultados da segunda pergunta

| Você confia no Presidente da Federação Russa, B.N. Iéltsin? | Você confia no Presidente da Federação Russa, B.N. Iéltsin? | Você confia no Presidente da Federação Russa, B.N. Iéltsin? |
| Sim ou Não                                                  | Votos                                                       | Porcentagem                                                 |
| ----------------------------------------------------------- | ----------------------------------------------------------- | ----------------------------------------------------------- |
| Sim                                                         | 40.405.811                                                  | 58,67%                                                      |
| Não                                                         | 1.296.175                                                   | 39,20%                                                      |
| Votos inválidos                                             | 1.468.868                                                   | 2,13%                                                       |
| Total de votos                                              | 68.869.947                                                  | 100%                                                        |
| Participação                                                |                                                             | 64,18%                                                      |
| Eleitorado                                                  | 107.310.374                                                 |                                                             |

### Segunda pergunta

Resultados da terceira pergunta

| Você aprova a política socioeconômica implementada pelo presidente da Federação Russa e pelo governo da Federação Russa desde 1992? | Você aprova a política socioeconômica implementada pelo presidente da Federação Russa e pelo governo da Federação Russa desde 1992? | Você aprova a política socioeconômica implementada pelo presidente da Federação Russa e pelo governo da Federação Russa desde 1992? |
| Sim ou Não | Votos | Porcentagem |
| --- | --- | --- |
| Sim | 36.476.202 | 58,67% |
| Não | 30.640.781 | 39,20% |
| Votos inválidos | 1.642.883 | 2,13% |
| Total de votos | 68.759.866 | 100% |
| Participação | | 64,08% |
| Eleitorado | 107.310.374 | |

### Terceira pergunta

Resultados da quarta pergunta

| Você considera necessário realizar eleições antecipadas para a Presidência da Federação Russa? | Você considera necessário realizar eleições antecipadas para a Presidência da Federação Russa? | Você considera necessário realizar eleições antecipadas para a Presidência da Federação Russa? |
| Sim ou Não                                                                                     | Votos                                                                                          | Porcentagem                                                                                    |
| ---------------------------------------------------------------------------------------------- | ---------------------------------------------------------------------------------------------- | ---------------------------------------------------------------------------------------------- |
| Não                                                                                            | 32.418.972                                                                                     | 47,15%                                                                                         |
| Sim                                                                                            | 34.027.310                                                                                     | 49,49%                                                                                         |
| Votos inválidos                                                                                | 2.316.247                                                                                      | 3,37%                                                                                          |
| Total de votos                                                                                 | 68.762.529                                                                                     | 100%                                                                                           |
| Participação                                                                                   |                                                                                                | 64,08%                                                                                         |
| Eleitorado                                                                                     | 107.310.374                                                                                    |                                                                                                |

### Quarta pergunta
| Você considera necessário realizar eleições antecipadas para os deputados da Federação Russa? | Você considera necessário realizar eleições antecipadas para os deputados da Federação Russa? | Você considera necessário realizar eleições antecipadas para os deputados da Federação Russa? |
| Sim ou Não                                                                                    | Votos                                                                                         | Porcentagem                                                                                   |
| --------------------------------------------------------------------------------------------- | --------------------------------------------------------------------------------------------- | --------------------------------------------------------------------------------------------- |
| Não                                                                                           | 20.712.605                                                                                    | 30,09%                                                                                        |
| Sim                                                                                           | 46.232.197                                                                                    | 67,17%                                                                                        |
| Votos inválidos                                                                               | 1.887.258                                                                                     | 2,74%                                                                                         |
| Total de votos                                                                                | 68.832.060                                                                                    | 100%                                                                                          |
| Participação                                                                                  |                                                                                               | 64,14%                                                                                        |
| Eleitorado                                                                                    | 107.310.374                                                                                   |                                                                                               |